# Goianá
Goianá là một đô thị thuộc bang Minas Gerais, Brasil. Đô thị này có diện tích 153,229 km², dân số năm 2007 là 3643 người, mật độ 22,8 người/km².